# 張豐豪
張豐豪（英語：Michael Chang，1999年6月23日—），2016年參與韓國男團一級秘密(後改名為TST)在台選秀獲勝而成為其第八名成員，後續不再參與該團任何公開活動，並簽約頤東娛樂有限公司主要以個人發展為主。

## 個人生涯
曾參加過由羅志祥主辦的「show star偶像的誕生」徵選活動，2016年於台灣音樂節目「全球中文音樂榜上榜」的韓國男團徵選活動中脫穎而出。2017年9月在TVBS所製作的電視劇「翻牆的記憶」當中出演華英高中生「小歐（歐文卓）」一角。該劇同時也是藝人何潤東繼偶像劇「泡沫之夏」之後，所製作、執導、編劇及演出的年度大戲。2018年入圍第53屆金鐘獎戲劇節目新進演員獎。

## 演出作品

### 電影長片
| 年份   | 片名           | 角色   | 導演              |
| 2023年 | 《禁忌之化劫》 | 阿原   | 施文翰            |
| 2023年 | 《以愛之茗》   | 王立本 | 阿博德哈蒙·西塞科 |
| 2024年 | 《求救訊號》   | 莫哲瑋 | 周冠威            |

### 電影短片
| 年份   | 片名                 | 角色   | 導演   |
| 2023年 | 《長夜》             | 子皓   | 梁閎凱 |
| 2024年 | 《遊戲開始之數學篇》 | 林志書 | 曾大衡 |

### 電視劇
| 年份     | 電視台                | 劇名                                         | 角色             |
| 2018年   | TVBS歡樂台            | 《翻牆的記憶》                               | 歐文卓(小歐)     |
| 2018年   | 公視                  | 《生死接線員》                               | 趙子逸           |
| 2019年   | 台視 三立都會台       | 《網紅的瘋狂世界》                           | 陳家寶           |
| 2020年   | TVBS歡樂台            | 《粉紅色時光》                               | 學生時期的廖守義 |
| 2021年   | HBO GO                | 《誰在你身邊》                               | 吳子清           |
| 2022年   | LINE TV CATCHPLAY+    | 《我的牙想你》                               | 何青畑           |
| 2022年   | 公視 friDay影音       | 《你的婚姻不是你的婚姻－恭請光臨曾賈府喜事》 | 許業務           |
| 2024年   | GagaOOLala friDay影音 | 《彈一場完美戀愛》                           | 莊承希(小海)     |
| 2026年   | 未定                  | 《夜半11點學校見》                           | 劉志銘           |
| 暫停拍攝 |                       | 《初擁》                                     | Ben              |

### 電視電影
| 年份   | 電視台 | 劇名                 | 角色   |
| 2019年 | 公視   | 公視人生劇展《大潮》 | 林奮一 |

### 音樂錄影帶
| 年份   | 歌手   | 歌名     |
| 2023年 | 陳子健 | 《是你》 |

### 廣告
- 2019年：麥當勞廣告 麥脆雞篇
- 2019年：魔力寶貝手遊廣告 學園祭篇
- 2021年：麥當勞廣告 辣味麥脆雞篇
- 2022年：麥當勞廣告 The Love Story麥克雞塊篇
- 2022年：麥當勞廣告 經典甜辣篇
- 2022年：麥當勞廣告 蜂蜜洋釀篇
- 2023年：哈根達斯廣告 冰淇淋蛋糕篇

## 幕後作品

### 電影短片
| 年份   | 性質           | 片名       | 合作演員       | 備註                       |
| 2021年 | 導演/編劇/剪接 | 《永日》   | 吳念軒、簡劭峰 | 台藝大電影系進修部大三作品 |
| 2022年 | 導演/編劇/剪接 | 《紫羅蘭》 | 吳奕蓉         | 台藝大電影系進修部大四畢製 |

## 獎項紀錄

### 音樂類
| 年份   | 電視頻道   | 節目名稱           | 活動內容                   | 結果 |
| ------ | ---------- | ------------------ | -------------------------- | ---- |
| 2016年 | TVBS歡樂台 | 全球中文音樂榜上榜 | 韓國男孩團體台灣成員徵選賽 | 冠軍 |

### 戲劇類
| 年份   | 頒獎典禮     | 獎項               | 作品           | 角色   | 結果 |
| ------ | ------------ | ------------------ | -------------- | ------ | ---- |
| 2018年 | 第53屆金鐘獎 | 戲劇節目新進演員獎 | 《翻牆的記憶》 | 歐文卓 | 提名 |

## 外部連接
| - 張豐豪Michael的Facebook專頁 - 張豐豪Michael的Instagram帳戶 - TopSecret張豐豪台灣粉絲後援會首站的Facebook專頁 |